# Siechnice

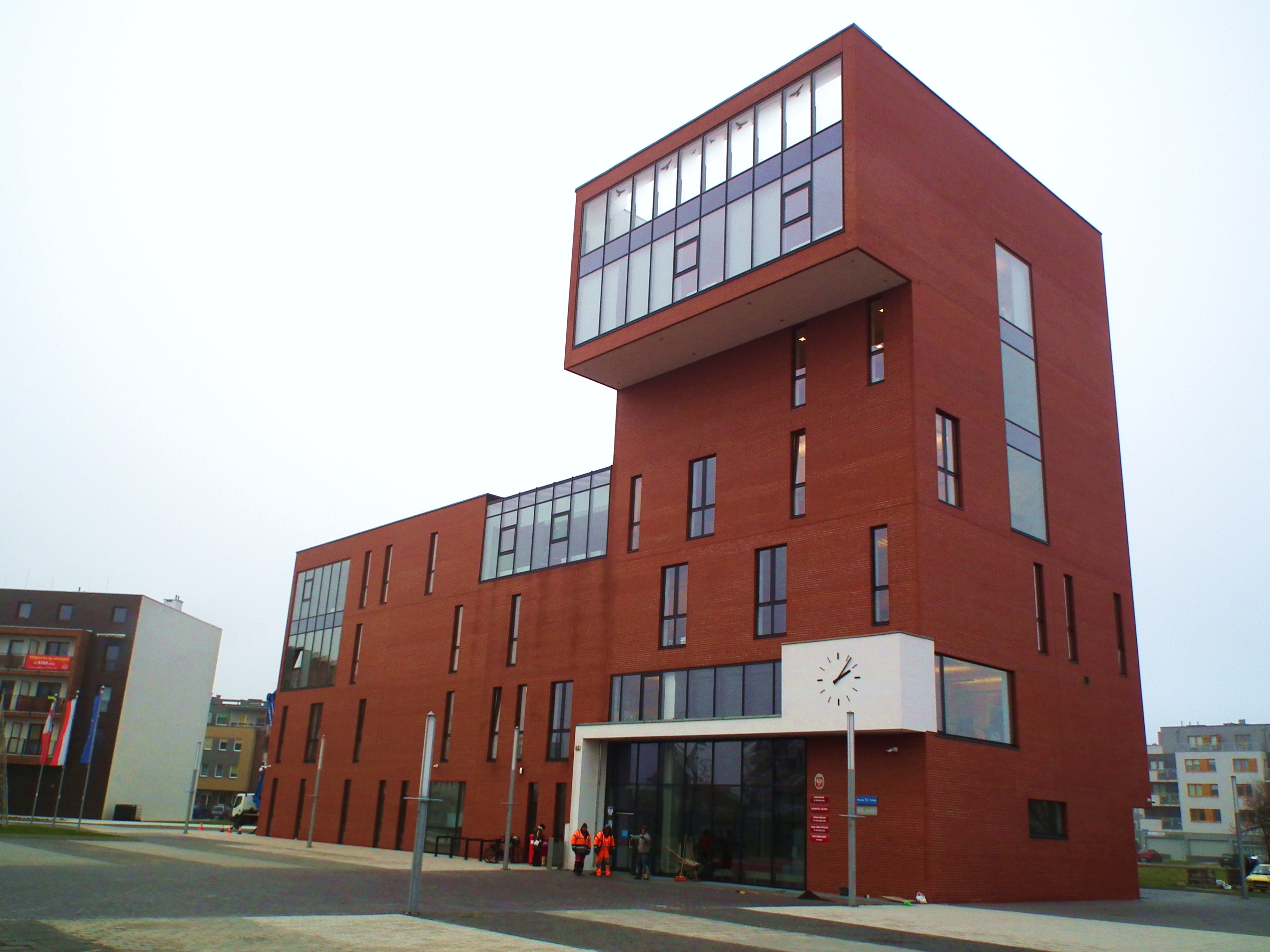
Ratusz (2016)

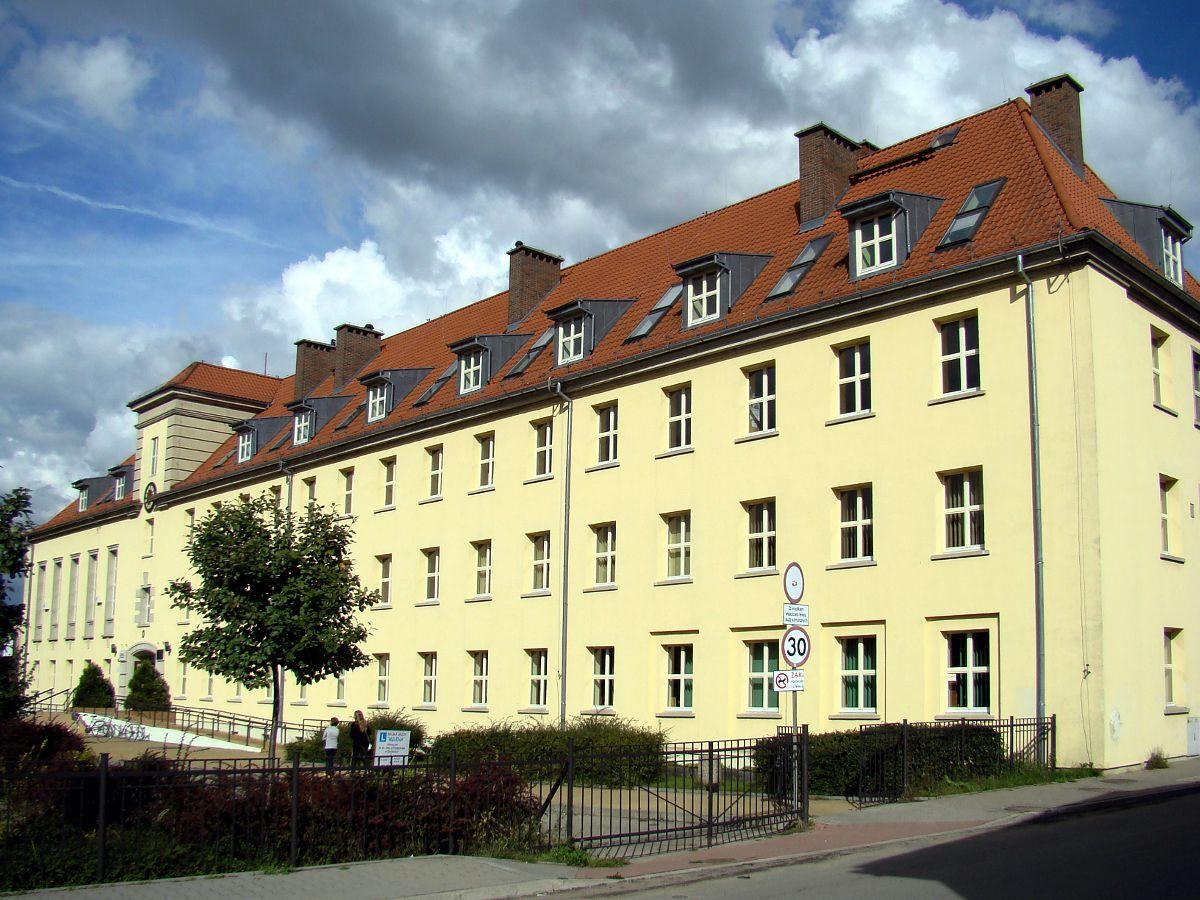
Dawne Gminne Gimnazjum im. Księżnej Anny z Przemyślidów

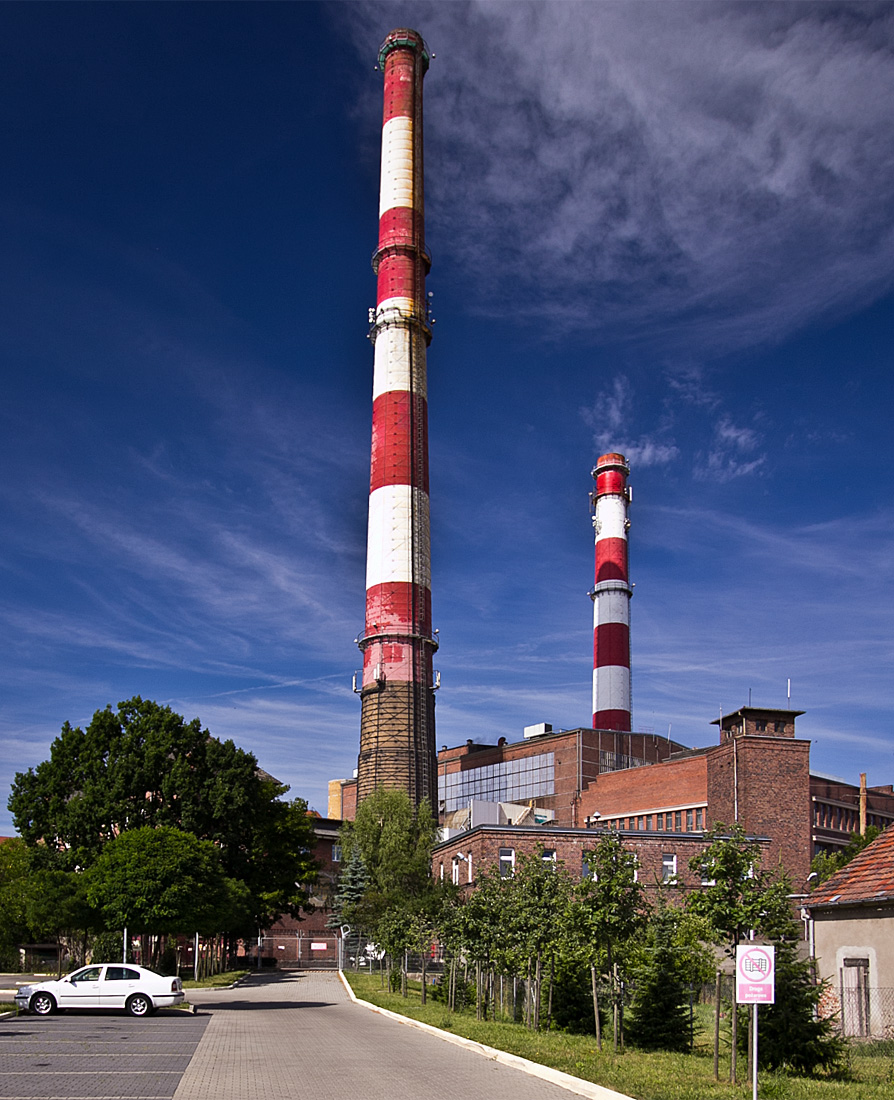
Elektrociepłownia Czechnica w Siechnicach

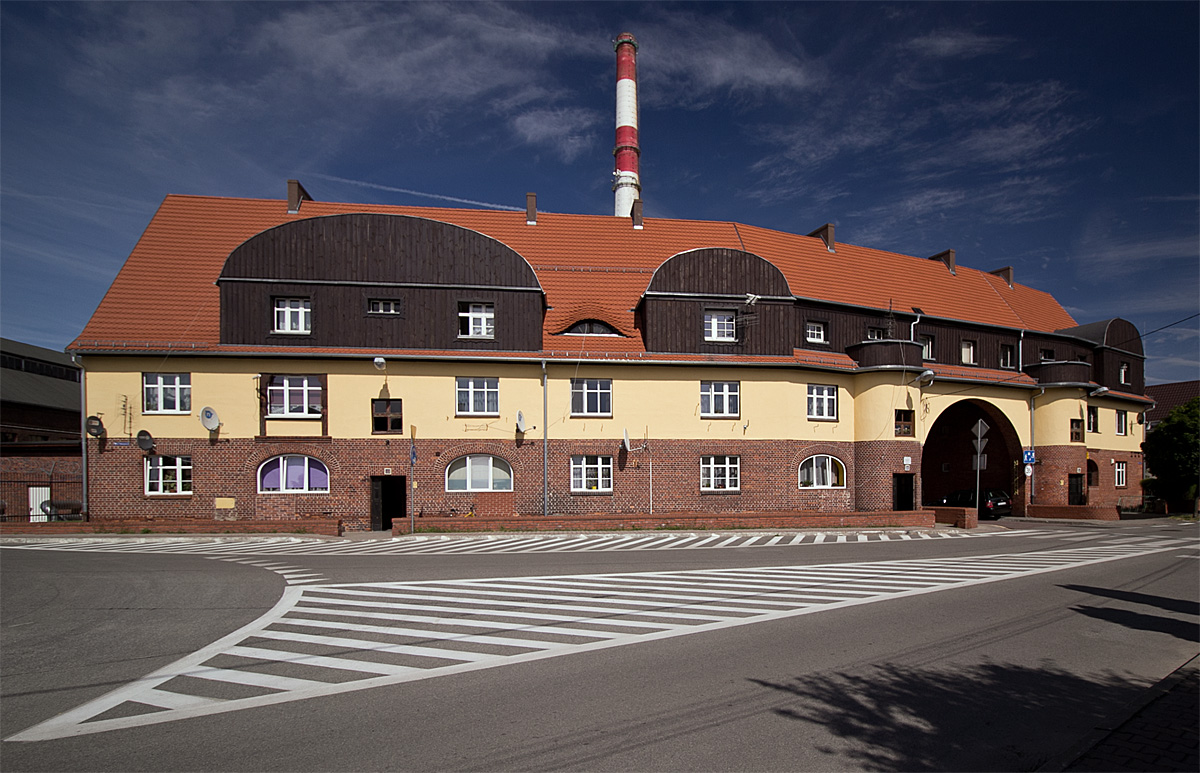
Osiedle Elektrociepłowni Czechnica

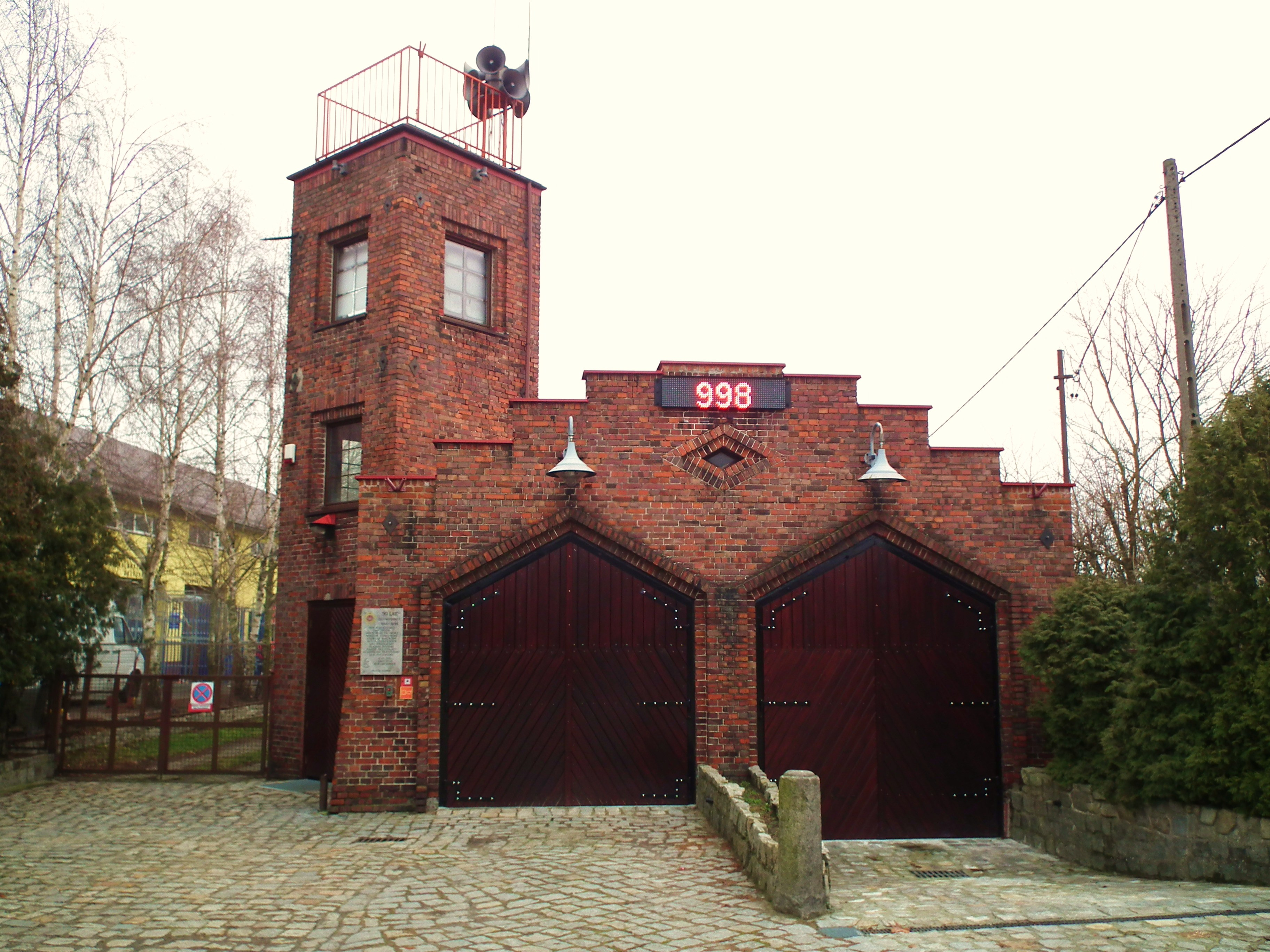
Remiza strażacka (2016)

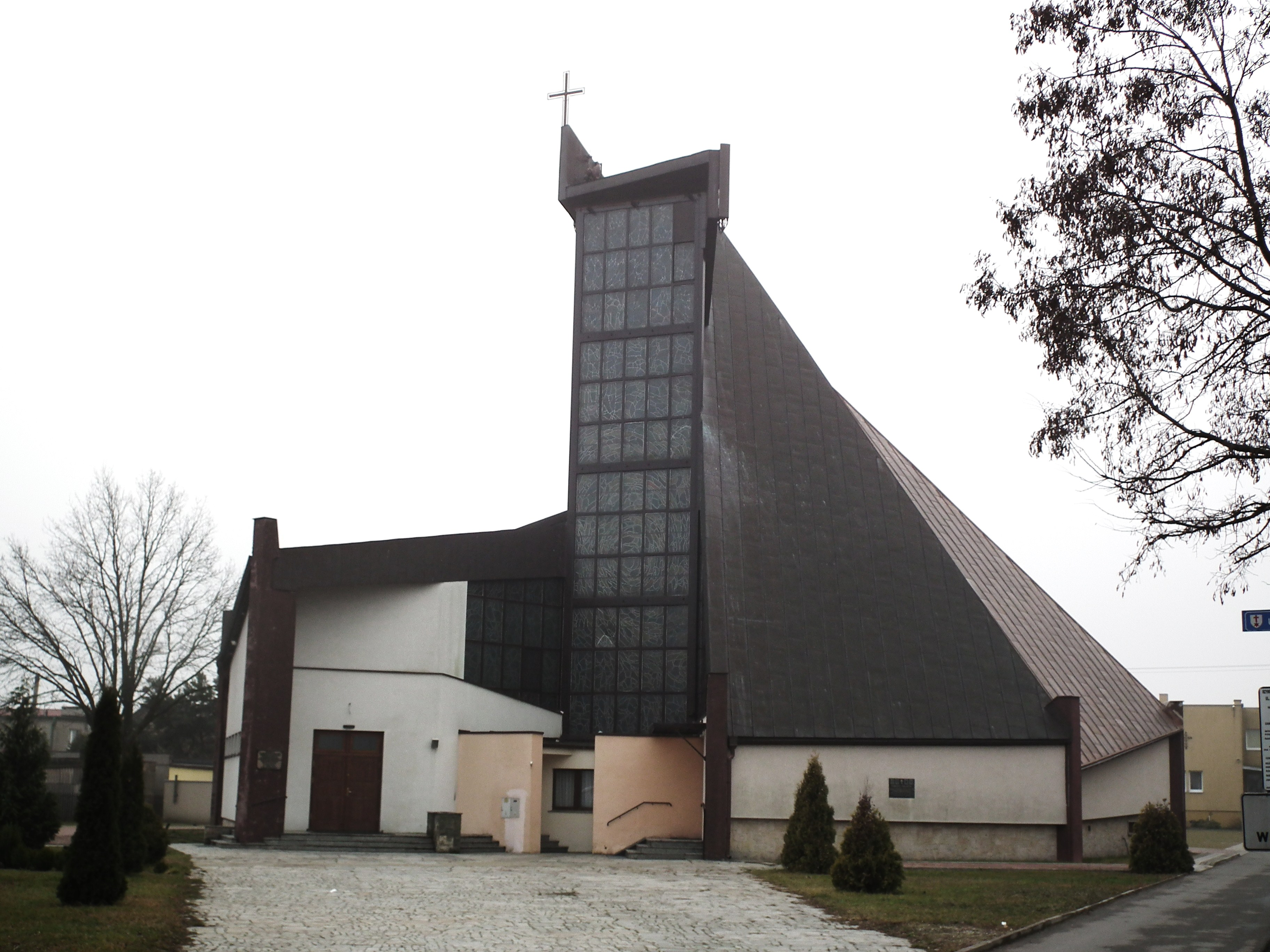
Kościół Niepokalanego Serca NMP

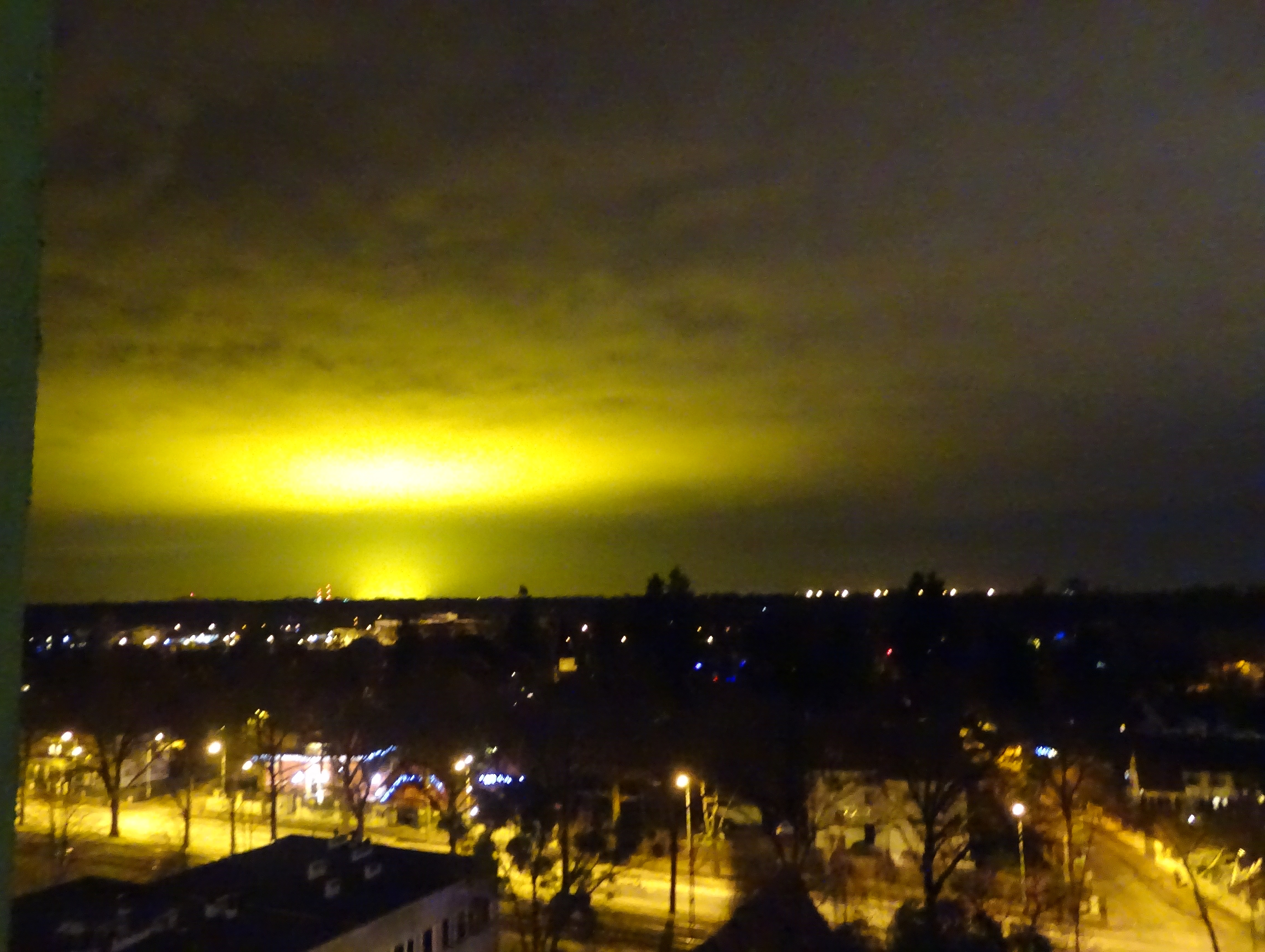
Łuna znad szklarni w Siechnicach, widok z odległości 12 km, z Biskupina we Wrocławiu

Siechnice – miasto leżące na Dolnym Śląsku, w województwie dolnośląskim, w powiecie wrocławskim, w gminie Siechnice, położone nad rzeką Oławą w aglomeracji wrocławskiej. W latach 1975–1998 miasto administracyjnie należało do województwa wrocławskiego.
1 stycznia 2010 r. Siechnice stały się siedzibą gminy Siechnice. Poprzednio były one jednym z nielicznych miast w Polsce niebędących siedzibą gminy, w której się znajdują – siedzibą gminy była wieś Święta Katarzyna.

## Nazwa
Pierwsza wzmianka o Siechnicach pochodzi z 1253 roku, kiedy to w wydanym wówczas przez Henryka III Białego dokumencie, w którym nadawał on majątek szpitalowi św. Elżbiety we Wrocławiu, zapisano nazwę miejscowości w formie Sechenice. Nazwa była później notowana także w formach Sechniz (1277), Sechenice (1283), Schehnicz (1294), Cechnicz (1309), Scheschinwicz (1309), Tschechnitz (1328), Czechnicz (1337), Czechnicz (1353), Czeschnicz (1425), Czechnicz (1427), Schechnitz (1570), Czechin (1617), Schechnitz (1666–1667), Tschechnitz (1743), Tschechnitz (1795), Tschechnitz (1845), Tschechnitz, Czechin (1887), Tschechnitz, Zdziechnice (1896), Kraftborn (1936), Tschechnitz, Kraftborn (1941), Czechnica (1945), Siechnice (1946).
Nazwa wsi jest nazwą patronimiczną, wywodzącą się od nazwy osobowej Siechna, utworzoną przez dodanie przyrostka -ice. Do języka niemieckiego została przejęta w formie Tschechnitz. Władze hitlerowskie zmieniły nazwę na Kraftborn. Po II wojnie światowej ustalono polską nazwę Siechnice, która została oficjalnie przyjęta 12 listopada 1946 roku.

## Historia
Wzmiankowane po raz pierwszy w 1253 jako Sechenice w dokumencie Henryka III Białego, który przekazywał wieś ufundowanemu przez siebie szpitalowi św. Elżbiety we Wrocławiu.
Od 1323 do 1810, kiedy dokonano sekularyzacji dóbr kościelnych w Prusach, wieś stanowiła dobra szpitalne Zakonu Krzyżowców z Czerwoną Gwiazdą z kościoła św. Macieja we Wrocławiu. W tym czasie było w niej od 18 do 21 łanów. Od 1438 roku wymieniano kmiecą karczmę dziedziczną, potem także dziedziczną kuźnię i gospodarstwo rybackie, a od 1570 wiatrak.
W czasie wojny trzydziestoletniej i potem siedmioletniej Siechnice zostały całkowicie zniszczone. Spłonęły całkowicie w 1675. Ponowny pożar, tym razem częściowy, zniszczył miejscowość w 1792 razem z karczmą. Była zalana w czasie wielkich powodzi odrzańskich w 1578 i 1785. Z powodu stałego zagrożenia powodziowego już od XIV wieku budowano wały przeciwpowodziowe i kanały.
Pierwszy most na Oławie powstał jeszcze przed rokiem 1785. W 1833, gdy otwarto szkołę katolicką, mieszkało w Siechnicach 638 osób, istniało 37 domów oraz szpital, młyn, 3 wiatraki i karczmy, swoje zakłady prowadziło 14 rzemieślników. Wraz z rozwojem przemysłu sukienniczego rolnictwo przestawiło się na hodowlę owiec.
Szybki rozwój wiązał się jednak z industrializacją. W 1909 miejscowość przecięła linia kolejowa z Wrocławia do Opola przez Jelcz. W 1909 zlokalizowano tu elektrownię Elektrizitätwerke Schlesien (późniejsza elektrociepłownia Czechnica) otwartą w 1911 oraz wytwórnię karbidu firmy Dr A. Wacer, która po 1916 przekształciła się w fabrykę żelazostopów i materiałów spawalniczych. Założony w latach 20. XX wieku rolniczy instytut hodowli zwierząt (istniał do 2000) współpracował z Uniwersytetem Wrocławskim. W 1937 roku liczba mieszkańców wynosiła już 1500. W 1936 władze nazistowskie urzędowo zmieniły nazwę Tschechnitz na „bardziej niemiecką”: Kraftborn. 
W okresie wojennym stacjonowała tutaj jednostka obrony przeciwlotniczej leichte Heimat-Flak-Batterie 49/IV (lekka bateria artylerii). 17 lutego 1945 wojska 1 Frontu Ukraińskiego Armii Czerwonej zajęły miejscowość wypierając niemieckie pułki Reinkober i Schulz.
W 1945 r. zasiedlili ją polscy przesiedleńcy z przedwojennego powiatu Gródek Jagielloński koło Lwowa. Miejscowość była siedzibą Gromadzkiej Rady Narodowej od 1955 do 1972, gdy ta została przeniesiona do sąsiedniej Świętej Katarzyny.
Z dniem 1 stycznia 1997 Siechnice uzyskały prawa miejskie. W tym samym roku poważnie ucierpiały w czasie wielkiej powodzi na Śląsku. 1 stycznia 2010 miasto zostało siedzibą dotychczasowej gminy Święta Katarzyna, która tym samym zmieniła się w gminę miejsko-wiejską Siechnice.

## Demografia
Piramida wieku mieszkańców Siechnic w 2014 roku.

## Gospodarka
- Elektrociepłownia Czechnica (elektrownia do 1979) – część składowa wrocławskiego przedsiębiorstwa energetycznego Zespół Elektrociepłowni Wrocławskich Kogeneracja
  - węglowa jednostka wytwórcza elektrociepłowni ma działać do roku 2023, kiedy zostanie zastąpiona nowo powstającą elektrociepłownią gazową[12]
- Przedsiębiorstwo Produkcji Ogrodniczej Siechnice istnieje od 1982 roku w oparciu o ciepło odpadowe z pobliskiej elektrociepłowni. Uprawa warzyw odbywa się metodą hydroponiczną. Obecnie należy do firmy Citronex. Od roku 2017 stosuje metodę doświetlania warzyw do nawet 18 godzin na dobę (w sezonie zimowym). Łuna ze szklarni widoczna jest w promieniu kilkudziesięciu kilometrów[13].
- zakład produkcyjny amerykańskiej firmy Parker Hannifin
- zakład produkcyjny Deceuninck NV (wcześniej Thyssen Polimer Polska sp. z o.o.)

Do roku 1995 działała zbrojeniowa huta stali chromowej (pod nazwą Zakład nr 2 Huty Łaziska w Siechnicach) – pozostałością po niej jest wielka hałda usypana z popiołów i odpadów produkcyjnych zakładu. Materiał ten zawiera duże ilości metali ciężkich, a znajduje się w odległości 300 metrów od terenów wodonośnych Wrocławia. Od roku 2012 hałda jest likwidowana. Samą hutę zamknięto w wyniku protestów mieszkańców Wrocławia, organizowanych przez wrocławskich działaczy ruchu Wolność i Pokój, represjonowanych w wyniku protestów przez władze PRL. W 1988 rząd postanowił hutę zamknąć. Likwidacja skończyła się w 1995 i w tymże roku hałdę przejęła firma Gurex, która oddała ją w dierżawę w roku 2006.

## Transport
Siechnice położone są przy drodze krajowej nr 94 Wrocław – Opole oraz drodze wojewódzkiej nr 372 Łany – Iwiny; 10–12 km od węzłów autostradowych autostrady A4 (E-40) w Bielanach Wrocławskich i Krajkowie; 13 km od centrum Wrocławia. Przez miejscowość przechodzi linia kolejowa Wrocław – Jelcz-Laskowice. Stacja kolejowa znajduje się na zachodnich obrzeżach miejscowości i odjeżdżają z niej bezpośrednie pociągi do Wrocławia oraz Jelcza-Laskowic (przez Kotowice, Czernicę). Czas jazdy koleją do Wrocławia wynosi 12–15 minut.
Gmina Siechnice jest organizatorem publicznego transportu zbiorowego na liniach wewnątrz gminy oraz łączących miasto z Wrocławiem. System nosi nazwę Siechnickiej Komunikacji Publicznej.

## Oświata
W mieście znajduje się Przedszkole Publiczne im. Św. Jana Pawła II, Szkoła Podstawowa nr 1 im. Mikołaja Kopernika oraz Szkoła Podstawowa nr 2.

## Szlaki turystyczne
- Szlak dookoła Wrocławia im. doktora Bronisława Turonia
- Szlak pielgrzymkowy św. Jakuba Via Regia[16]